# Герб Березників
Герб Березникі́в — офіційний символ села Березники Ємільчинського району Житомирської області, затверджений 16 вересня 2013 р. рішенням № 162 XXII сесії Березниківської сільської ради VI скликання. Герб села є промовистим.

## Опис
Щит зі срібною главою поділений срібним нитяним лівим перев'язом. На верхньому зеленому полі золотий буханець хліба та срібний глечик, на нижньому лазуровому — золота березова гілка з трьома листочками та двома китицями, в главі три лазурові квітки волошки. Щит обрамований золотим декоративним картушем і увінчаний золотою сільською короною.

## Значення символів
Перев'яз символізує центральну волосну дорогу. Три волошки на срібному фоні — це три села: Березники, Ситне, Адамове, що входять до складу територіальної громади. Також волошки символізують щастя, мудрість та здоров'я. Буханець хліба і глечик із молоком на зеленому фоні символізують хліборобство та скотарство. Березова гілка з листками та китицями вказує на назву поселення.
Автор — Аліна Шнайдер.